# Konstantinopolský ekumenický patriarcha

Znak patriarchátu

Ekumenický patriarcha je arcibiskup Konstantinopole (Istanbulu) a Nového Říma a primus inter pares (první mezi rovnými) mezi hlavami několika autokefálních církví, které tvoří společenství pravoslavných církví. Ekumenický patriarcha je považován za představitele a duchovního vůdce východních pravoslavných křesťanů po celém světě.    Termín ekumenický v názvu je historickým odkazem na Ekuménu, řecké označení pro civilizovaný svět, tj. Římskou říši, a pochází z kánonu 28 chalcedonského koncilu.

## Charakteristika
Konstantinopolský ekumenický patriarchát je jednou z nejtrvalejších institucí na světě a má významnou roli ve světových dějinách. Ekumeničtí patriarchové ve starověku pomáhali při šíření křesťanství a řešení různých doktrinálních sporů. Ve středověku hráli hlavní roli v záležitostech východní pravoslavné církve, stejně jako v politice pravoslavného světa a při šíření křesťanství mezi Slovany . V současné době se patriarchové kromě rozšíření křesťanské víry a východní ortodoxní doktríny zapojují do ekumenismu a mezináboženského dialogu, charitativní činnosti a obrany pravoslavných (ortodoxních) křesťanských tradic.
Konstantinopolský ekumenický patriarcha je první mezi rovnými neboli první čestný hierarcha mezi všemi pravoslavnými biskupy, který osobně — nebo prostřednictvím delegáta — předsedá jakékoli radě pravoslavných primasů nebo biskupů, které se účastní a slouží jako hlavní mluvčí pravoslavné církve. Pravoslavné přijímání zejména v ekumenických kontaktech s jinými křesťanskými denominacemi. Nemá přímou jurisdikci vůči ostatním patriarchům nebo jiným autokefálním pravoslavným církvím, ale jako jediný ze svých kolegů primasů má právo svolávat mimořádné synody složené z nich nebo jejich delegátů k řešení ad hoc situací a také je hojně svolává. V posledních 40 letech navštěvoval panortodoxní synody. Jeho jedinečná role v pravoslavném světě je často označována jako duchovní vůdce  pravoslavných církví v některých oblastech, ačkoli toto není oficiální titul patriarchy ani se obvykle nepoužívá v odborných zdrojích o patriarchátu. Pravoslavné církve jsou zcela decentralizované: nemají žádnou ústřední autoritu, pozemskou hlavu ani jediného biskupa ve vedoucí roli. Protože má kanonicky-synodický systém, výrazně se odlišuje od hierarchicky organizované katolické církve, jejíž doktrínou je papežský primát a jejíž hlavou je římský papež. 
Jeho tituly primus inter pares, „první mezi rovnými“ a „ekumenický patriarcha“ mají spíše čestnou funkci než autoritativní a ve skutečnosti ekumenický patriarcha nemá žádnou skutečnou autoritu nad církvemi kromě konstantinopolské.   
Konstantinopolský ekumenický patriarcha je přímým správním představeným diecézí a arcidiecézí sloužících milionům řeckých, ukrajinských, rusínských a albánských věřících v Severní a Jižní Americe, západní Evropě, Austrálii a na Novém Zélandu, v Jižní Koreji a také v částech moderního Řecka, které, z historických důvodů nespadají pod jurisdikci Řecké církve.